# Ilha Bransfield
A Ilha Bransfield é uma ilha coberta de gelo a nordeste da Península Antártica e a sudoeste da Ilha d'Urville.
A ilha de Bransfield tem cerca de 9 km de comprimento, e está situada a 6 km a sudoeste da ilha d'Urville, no extremo nordeste da Península Antártica. O nome de "Point Bransfield", em homenagem a Edward Bransfield, capitão da Marinha Real, foi dado em 1842 por uma expedição britânica sob James Clark Ross para o términus ocidental do que hoje é o grupo da ilha de Joinville. Uma pesquisa de 1947 realizada pela Pesquisa de Dependências das Ilhas Malvinas determinou que esse términus ocidental é uma ilha separada.
Esta é uma das várias ilhas antárticas em redor da península conhecida como Terra de Graham, que está mais próxima da América do Sul do que qualquer outra parte do continente austral.